# Jeff Beck
Geoffrey Arnold Beck (cu numele de scenă Jeff Beck, n. 24 iunie 1944, Greater London, Anglia, Regatul Unit – d. 10 ianuarie 2023, Wadhurst, Anglia, Regatul Unit) a fost un chitarist rock din Anglia.
A fost unul dintre cei trei chitariști cunoscuți care au cântat cu formația The Yardbirds, ceilalți doi fiind Eric Clapton și Jimmy Page.
A fost trecut pe locul 14 de către revista Rolling Stone pe lista celor mai buni 100 de chitariști ai tuturor timpurilor.
Jeff Beck a fost ales în "Rock and Roll Hall of Fame" în 2009, fiind introdus de către fostul coleg de formație, Jimmy Page.

## Perioada cu The Yardbirds
Beck a fost recomandat formației de către Jimmy Page (pe care îl cunoscuse prin intermediul surorii sale), când Eric Clapton i-a părăsit ca să se alăture formației John Mayall & the Bluesbreakers. La Yardbirds a stat timp de 18 luni, părăsindu-i, printre altele, din motive de sănătate. Din înregistrările făcute de Yardbirds, Beck este doar pe un singur album, Yardbirds a.k.a. "Roger the Engineer". Unele luni a cântat în formație cu Jimmy Page (care se alăturase formației ca basist, dar care a trecut mai apoi la chitară solo, lăsându-i lui Chris Dreja rolul de basist).

## The Jeff Beck Group
După ce a înregistrat un cântec (Beck's Bolero) cu Jimmy Page, John Paul Jones, Nicky Hopkins și Keith Moon, și după două melodii vocale care au devenit hit-uri în Marea Britanie ("Hi Ho Silver Lining" și "Tallyman"), Beck formează The Jeff Beck Group, el cântând la chitară solo, Rod Stewart ca vocalist, Ronnie Wood la bas, Nicky Hopkins la pian și Micky Waller la tobe.
Formația a scos două albume, "Truth" (1968) și "Beck-Ola" (1969).
După destrămarea formației, Beck a continuat colaborarea cu Rod Stewart, cu basistul Tim Bogert și cu toboșarul Carmine Appice, care ambii cântaseră în formația Vanilla Fudge. În urma unui accident de circulație, Beck a luat o pauză de peste un an de la activitatea muzicală, timp în care Rod Stewart și Ronnie Wood s-au alăturat formației Small Faces, iar Bogert și Appice au format grupul Cactus.
După însănătoșire, Beck i-a recrutat pe Bobby Trench ca vocalist, Clive Chaman ca basist și pe Cozy Powell la tobe, formând o nouă formație, dar care a menținut numele de Jeff Beck Group. Sunetul era totuși total diferit de prima versiune a formației.
Primul album al noii formații a fost "Rough and Ready" (1971), unde Beck a fost compozitorul sau co-compozitorul a 6 piese din cele 7. Stilul albumului include pe lângă rock și elemente de soul, rhythm and blues și jazz, elemente ce vor fi tot mai evidente în înregistrările ulterioare.
Al doilea album a fost "Jeff Beck Group" (1972), album înregistrat la Memphis, avându-l ca producător pe Steve Cooper, chitaristul formației Booker T. & the M.G.'s. Albumul, care are influențe evidente de muzică soul, cuprinde 5 melodii (din cele 9 în total) scrise de artiști americani, una fiind scrisă de Stevie Wonder.

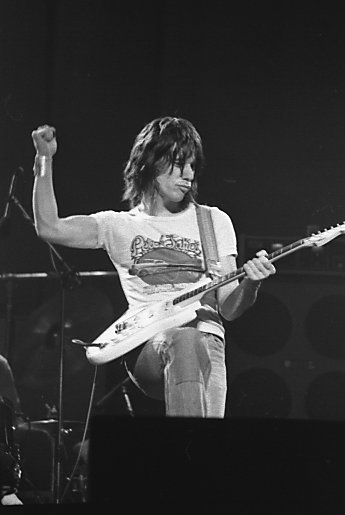
Jeff Beck, 1973

După lansarea albumului, Beck reia colaborarea cu Bogert și Appice ("Cactus" destrămându-se), astfel formând "Beck, Bogert & Appice".

## "Beck, Bogert & Appice"
Formația a durat mai puțin de doi ani, scoțând un singur album în SUA, "Beck, Bogert & Appice". Albumul conține o versiune a melodiei lui Stevie Wonder "Superstition". Au mai fost lansate două albume din concert, "Beck, Bogert & Appice Live in Japan" și "At Last Rainbow".

## Albume solo
Albumul cu cel mai mare succes comercial al lui Jeff Beck a fost "Blow by Blow" (1974), înregistrat la studioul de înregistrări AIR cu pianistul Max Middleton, basistul Phil Chen și toboșarul Richard Bailey. Producător a fost George Martin (fostul producător al formației The Beatles), care a aranjat și părțile pentru instrumentele cu coarde. Albumul a atins locul 4 pe clasamente.
Pentru albumul următor, "Wired", Beck a colaborat cu Narada MIchael Walden (tobe) și cu Jan Hammer (claviaturi).

## Discografie
| An                  | Album                                        | Clasament SUA | Certificare RIAA | Note                                                           |
| ------------------- | -------------------------------------------- | ------------- | ---------------- | -------------------------------------------------------------- |
| 1968                | Truth                                        | 15            | Aur              | Primul album cu membrii originali ai trupei Jeff Beck Group    |
| 1969                | Beck-Ola                                     | 15            | Aur              | Al doilea album cu membrii originali ai trupei Jeff Beck Group |
| 1971                | Rough and Ready                              | 46            | —                | Primul album cu noii membri Jeff Beck Group                    |
| 1972                | Jeff Beck Group                              | 19            | Aur              | Al doilea album cu noii membri Jeff Beck Group                 |
| 1973                | Beck, Bogert & Appice                        | —             | Gold             | Singurul album de studio al trupei Beck, Bogert & Appice       |
| 1975                | Blow by Blow                                 | 4             | Platină          | Primul album solo                                              |
| 1976                | Wired                                        | 16            | Platină          | Al doilea album solo                                           |
| 1980                | There and Back                               | 21            | —                | Include piesa: "The Pump"                                      |
| 1985                | Flash                                        | 42            | —                | Câștigă un premiu Grammy                                       |
| 1989                | Jeff Beck's Guitar Shop                      | 49            | —                | Câștigă un premiu Grammy                                       |
| 1993                | Crazy Legs                                   | —             | —                | Album cu cover-uri ale unor cântece ale lui Gene Vincent       |
| 1999                | Who Else!                                    | 99            | —                | Album cu influențe de muzică electronica                       |
| 2001                | You Had It Coming                            | 110           | —                | Unul dintre cele mai experimentale albume                      |
| 2003                | Jeff                                         | —             | —                | Câștigă un premiu Grammy                                       |
| Albume din concerte |                                              |               |                  |                                                                |
| 1974                | Live in Japan "Beck, Bogert & Appice         | —             | —                | Primul album din concert                                       |
| 1977                | Jeff Beck With the Jan Hammer Group Live     | 23            | Aur              | Ultimul album cu certificare RIAA                              |
| 2006                | Live At BB King Blues Club                   | —             | —                | Bootleg oficial                                                |
| 2008                | Performing This Week...Live At Ronnie Scotts | —             | —                | Ulterior i-a fost adăugat un DVD                               |
| Compilații          |                                              |               |                  |                                                                |
| 1991                | Beckology                                    | —             | —                | Include melodii cu formațiile Tridents și Yardbirds            |
| 1995                | Best of Beck                                 | —             | —                | Compilație scurtă                                              |